# クィントゥス・カエキリウス・メテッルス・ケレル
クィントゥス・カエキリウス・メテッルス・ケレル（ラテン語: Quintus Caecilius Metellus Celer、紀元前103年ごろ - 紀元前59年）は紀元前1世紀初期・中期の共和政ローマの政務官。紀元前60年に執政官（コンスル）を務めた。

## 出自
メテッルス・ケレルはプレプス（平民）であるカエキリウス氏族の出身である。後に作られた伝説では、火の神ウゥルカーヌスの息子でプラエネステ（現在のパレストリーナ）の建設者であるカエクルス（en）の子孫とする。またアイネイアースと共にイタリアに来たカエクスの子孫とする別説もある。カエキリウス氏族は、紀元前3世紀の初めに元老院階級となった。紀元前284年には、ルキウス・カエキリウス・メテッルス・デンテルが、氏族最初の執政官となっている。カエキリウス・メテッルス家は氏族の中でも特に栄えた。
古代の著者は、同じクィントゥスというプラエノーメン（第一名、個人名）を持つクィントゥス・カエキリウス・メテッルス・ネポスの母は、不道徳な行動で知られているリキニアという女性としている。彼らの父の世代にも、紀元前90年ごろに護民官を務めたクィントゥス・カエキリウス・メテッルス・ケレルと、紀元前98年の執政官クィントゥス・カエキリウス・メテッルス・ネポスがいるので、親族関係を特定するのが難しい。長年、歴史学者はケレルとネポスは実の兄弟で父は執政官ネポスであり、ケレルは養子に出されたと考えていた。しかし、T. ワイズマンが1971年に発表した論文で、その逆であることを証明した。即ち。兄弟の父親は護民官ケレルであり、ネポスが養子に出た。
リキニアは夫の死後、クィントゥス・ムキウス・スカエウォラ・ポンティフェクスと再婚した。この結婚で生まれたケレルの半妹がムキア・テルティアで、ポンペイウスの3番めの妻となって、グナエウス・ポンペイウス・ミノル、セクストゥス・ポンペイウス、ポンペイア・マグナ（ファウストゥス・コルネリウス・スッラの妻）の3人の子供を産んだ。

## 経歴

### 初期の経歴
執政官就任年とコルネリウス法(Lex Cornelia de magistratibus)の年齢要求事項から、歴史学者はメテッルス・ケレルの生誕年を紀元前103年ごろと推定している。現存する資料にメテッルス・ケレルが最初に登場するのは紀元前80年、スッラが永久独裁官を務めていたときであった。ケレルは弟のネポスと共に、シキリア属州総督時代の権力乱用で、マルクス・アエミリウス・レピドゥスを告訴している。兄弟はローマの若いノビレス（新貴族）にありがちな、大衆の注目を集めたいという動機を持っていたが、歴史学者には彼らの背後には、レピドゥスが自分の権力を脅かすことを恐れていたスッラがいたと考えるものもいる。このときポンペイウスはレピドゥスの側についた。兄弟は大衆がレピドゥスを支持しているのを見て、ポンペイウスとの関係を口実に告訴を取り下げた。このとき半妹のムキア・テルティアが既にポンペイウスの妻であったためだ。
ガイウス・サッルスティウス・クリスプスの『歴史』の現存する断片から、メテッルス・ケレルは紀元前78年頃に何らかの軍事作戦に参加していたことが分かる（おそらくトリブヌス・ミリトゥム（高級士官）だったと推定される）。紀元前71年または紀元前68年には、護民官に就任し、かなり疑わしいながらも紀元前67年にはアエディリス・プレビス（平民按察官）を務めたのではないかとも考えられている。
紀元前66年には義理の弟であるポンペイウスが指揮する軍のレガトゥス（副司令官）として、第三次ミトリダテス戦争を戦った。カッシウス・ディオは、アルメニア王国との国境付近で、ケレルの率いる分遣隊がアルバニア軍に奇襲されたが、撃退して自軍に戻ることが出来たと書いている。歴史学者R. サイムはケレルがその前年からポンペイウスの軍に加わっていたことを示唆している。

### 法務官
紀元前63年、メテッルス・ケレルはプラエトル（法務官）に就任する。法務官としては、最も地位が高いとされるプラエトル・ウルバヌス（首都担当法務官）を務めた。このときに、老齢の元老院議員、ガイウス・ラビリウスが、40年近く前の、ポプラレス（民衆派）の護民官ルキウス・アップレイウス・サトゥルニヌスの殺害で告訴された。ラビリウスは告訴したのは護民官ティトゥス・ラビエヌスであったが、その背後にはカエサルがいた。ラビエヌスはラビリウスに対して、共和政初期に使われていた国家反逆罪審問二人官（Duumviri Perduellionis）という古代の手続きを使った。この手続きは通常の刑法を迂回するもので、審問官となったカエサルとその遠縁のルキウス・カエサルはラビリウスに死刑を宣告したが、ラビリウスはケントゥリア民会に上告した。ラビリウスの弁護はマルクス・トゥッリウス・キケロが行ったが、民会も死刑宣告に傾いた。するとアウグル（鳥占官）でもあったメテッルス・ケレルは、その権利を行使し、悪い前兆があったとしてヤニクルムの丘の上の軍旗を降ろした。これによって民会は解散された。中断された裁判は延期された。
同年末にはカティリナの陰謀が発覚する。カティリナは自らの疑惑を晴らすために、メテッルス・ケレルの家に身柄を預ける用意があることを宣言したが、彼は彼を受け入れることを拒否した。その後、カティリナの支持者達がイタリア各地で反乱の準備をしていることが明らかになり、執政官であったキケロはメテッルス・ケレルをピケヌムとガリア・キサルピナに派遣し、そこで軍を招集して事態を安定化させた。メテッルス・ケレルは多くの容疑者を捕らえて投獄した。カティリナがガリアに向かおうとしていることを知ったケレルは、3個軍団を率いてファエスラエでカティリナに進路を防いだ。結果、反乱軍はケレルと執政官ガイウス・アントニウス・ヒュブリダの軍に挟撃されることとなった。カティリナはヒュブリダの軍を攻撃したが、敗北した。

### ガリア・キサルピナ総督と執政官、死去
紀元前62年、メテッルス・ケレルはプロコンスル（執政官代理）権限でガリア・キサルピナ属州の総督を務めた。紀元前61年には次期執政官選挙に勝利する。これは東方遠征から戻ったばかりのポンペイウスの支援を受けてのことであった。しかし両者の関係はすぐに破綻した。ポンペイウスはムキア・テルティアと離婚し、ケレルはポンペイウスと敵対するオプティマテス（閥族派）に加わった。当時のオプティマテスの指導者はルキウス・リキニウス・ルクッルス（紀元前74年執政官）とマルクス・ポルキウス・カト・ウティケンシス（小カト）であった。その年末、紀元前64年の元老院決議で禁止されていたコッレギウム（結社）の一つ、四つ辻のラレース組合がコンピタリアの祝祭を開催しようと試みた。ケレルはまだ執政官に就任する前で一私人に過ぎなかったが、彼自身の持つ威光によってそれを中止させている。
メテッルス・ケレルは紀元前60年の執政官に就任すると、ミトリダテス戦争を戦ったポンペイウス隷下の退役軍人に土地を配分する農地法の提案（Rogatio Flavia agraria）に反対した。ケレルはかつての義弟と激しく対立し、この提案をした護民官ルキウス・フラウィウスの逮捕を命じた。ポンペイウスがカエサルおよびクラッススとの同盟（後に第一回三頭政治に発展する）に動くのは、ケレルなどのオプティマテスに対抗するためであった。
更にメテッルス・ケレルは、護民官になるためにプブリウス・クロディウス・プルケルをパトリキ（貴族）からプレブス（平民）に身分転換しようとした提案（Rogatio Herennia de P. Clodio ad plebem traducendo）に対し、彼の姉と結婚していたにもかかわらず反対した（クロディウスは翌年プレブスになり、紀元前58年に護民官となってキケロを攻撃した）。
執政官任期完了後の紀元前59年春、メテッルス・ケレルは執政官カエサルが提唱した農地法に反対した。ケレル自身は前執政官としてガリアに赴く予定であったが、出発前に急死した。妻に毒殺されたとの噂が流れたが、キケロはケレルの死に立ち会っていた。

おお、神々よ、何故あなた方は罪を見逃し、裁きを遅らせるのか！私は見た。クィントゥス・メテッルスが国家の心と胸裏から奪われたのを確かに見て、その悲しみを経験した。これまでの人生で感じたことのないような苦い悲しみをだ。この自分自身を国家のために捧げることだけを考えてきた男が、3日前には健康で、元老院で、演壇上で、市民の前で元気な姿を見せており、壮年期を迎え、壮健で、壮漢だったにもかかわらず、善良な人々からも、国全体からも奪われてしまった。彼は死の床で、他のことがわからなくなっても、祖国のことだけを最後まで心配し、泣きながら私を見て、かすれ声でこれからこの国を襲う嵐を、災厄を、訴えたのだ。
キケロ『カエリウス弁護』、59.

## 知的活動
キケロは『ブルトゥス』の中で、自分と同時代の弁論家としての中でメテッルス・ケレルに言及し、「ケレルとネポスの兄弟はそれなりに裁判で仕事をしていたが、学識も才能もなかったので、主に大衆的な案件を扱っていた」としている。ガリア・キサルピナ属州総督として赴任中のケレルからキケロに宛てた、紀元前62年1月付けの書簡が1通残っている。その中で、ケレルはキケロが弟のネポスを攻撃したことを非難している。

私達の尊重しあう関係性と和解を考えれば、私の不在の間に、私が嘲笑されたり、私の弟の発言に対して、あなたから攻撃されるとは思いませんでした。弟本人がそれを防げるほど十分立派な人格を持っていなかったとしても、我が一族の地位や、あなたや共和国に対する私の忠誠心に鑑みれば、それで弟を守るに十分だったはずです。弟は破滅し、私は最後によりどころにすべき人から見捨てられてしまった。属州を統治し、軍隊を率いて戦争を行っている最中にも、私は悲しみの中で喪服を着ています。今回あなたがとった方法は、合理的でもなく、かつてのあなたが採っていた穏やかな手法でもなく、あなたがいつかそれを悔いる時が来ると確信しています。あなたがこれほど移り気な人だったとは。私自身のためにも、一族がひどい扱いを受けたとしても、国家への奉仕をやめることは出来ません。
キケロ『友人宛書簡集』、5.1.1

実際には当時護民官だったネポスが、カティリーナの陰謀に対するキケロの対応について攻撃したのがきっかけだった。キケロはこの手紙に対し、ネポスがキケロの執政官任期最終日の演説を拒否権で潰したことや、自分が担当することもできたガリア・キサルピナ総督の権利を放棄してケレルに譲ったことなどを述べ、ケレルとの友情は不変であり、一度も損なわれたことなどないことや、それがあればネポスへの憎しみはすぐに消えるなどと書いた長々とした返信をしている。

## 家族
メテッルス・ケレルはアッピウス・クラウディウス・プルケル（紀元前79年執政官）の3人娘の1人で、悪名高いクロディアと結婚した。この結婚は不幸なもので、クロディアは実兄とも不倫をし、最後には夫を毒殺したと疑われた。クロディアには多くの愛人がいたが、その一人が詩人ガイウス・ウァレリウス・カトゥルスで、メテッルス・ケレルを「愚か者」と「ロバ」と呼んでいる。
ケレルとクロディアの娘カエキリア・メッテラ・ケレラは、プブリウス・コルネリウス・レントゥルス・スピンテル（紀元前44年財務官）と結婚した可能性がある。

## 参考資料

### 古代の資料
- ガイウス・ウァレリウス・カトゥルス『歌集』
- カッシウス・ディオ『ローマ史』
- ガイウス・サッルスティウス・クリスプス『歴史』
- ガイウス・サッルスティウス・クリスプス『カティリーナの陰謀』
- マルクス・トゥッリウス・キケロ『ブルトゥス』
- マルクス・トゥッリウス・キケロ『アッティクス宛書簡集』
- マルクス・トゥッリウス・キケロ『友人宛書簡集』
- マルクス・トゥッリウス・キケロ『カティリナ弾劾』
- マルクス・トゥッリウス・キケロ『カエリウス弁護』
- キケロ 著、高橋宏幸他 訳『キケロー書簡集』岩波書店、2006年。

### 研究書
- Egorov A. Julius Caesar. Political biography. - SPb. : Nestor-History, 2014 .-- 548 p. - ISBN 978-5-4469-0389-4 .
- Tsirkin Yu. Lepidus Uprising // Antique World and Archeology. - 2009. - No. 13 . - S. 225-241 .
- Broughton R. Magistrates of the Roman Republic. - New York, 1952. - Vol. II. - P. 558.
- Münzer F. Caecilius 85 // Paulys Realencyclopädie der classischen Altertumswissenschaft . - Stuttg.  : JB Metzler, 1897. - Bd. III, 1. - Kol. 1208.
- Münzer F. Caecilius 86 // Paulys Realencyclopädie der classischen Altertumswissenschaft . - Stuttg.  : JB Metzler, 1897. - Bd. III, 1. - Kol. 1208-1210.
- Münzer F. Caecilius 95 // Paulys Realencyclopädie der classischen Altertumswissenschaft . - Stuttg.  : JB Metzler, 1897. - Bd. III, 1. - Kol. 1216.
- Shackleton Bailey D. Adoptive Nomenclature in the Late Roman Republic  // Idem. Two Studies in Roman Nomenclature. - 1976. - No. 13 . - S. 81-134 .
- Syme R. Ten Tribunes // Studia Historica. - 2015. - No. XIV . - S. 181-193 .
- Syme R. The Allegiance of Labienus // The Journal of Roman Studies. - 1938. - No. 28 . - S. 113-125 .
- Sumner G. Orators in Cicero's Brutus: prosopography and chronology. - Toronto: University of Toronto Press, 1973 .-- 197 p. - ISBN 9780802052810 .
- Van Ooteghem J. Les Caecilii Metelli de la république. - Bruxelles: Palais des Académies, 1967 .-- 349 p. - ISBN 5-86465-208-3 .
- Wiseman T. Celer and Nepos // Classical Quarterly. - 1971. - S. 180-182 .
- Wiseman T. Legendary Genealogies in Late-Republican Rome // G&R. - 1974. - No. 2 . - S. 153-164 .